# Zgromadzenie Zmartwychwstania Pana Naszego Jezusa Chrystusa
Zgromadzenie Zmartwychwstania Pana Naszego Jezusa Chrystusa, pot. zmartwychwstańcy (dawniej rezurekcjoniści), Congregatio a Resurrectione Domini Nostri Iesu Christi (CR) – międzynarodowa męska wspólnota zakonna, złożona z księży, braci zakonnych i stałych diakonów, a także Braci Zewnętrznych (świeckich). Zgromadzenie dało Kościołowi 2 arcybiskupów i 7 biskupów.

## Historia
W 1834 Adam Mickiewicz z Bogdanem Jańskim zorganizowali miejsce spotkań dla polskiej emigracji i intelektualistów francuskich nazwane Związkiem Braci Zjednoczonych. W roku 1835 Jański rozpoczął działalność, którą w późniejszym czasie nazwano Bractwem Służby Narodowej lub po prostu Domkiem Jańskiego z uwagi na jego lokalizację przy Notre Dame des Champs 11. 17 lutego 1836 prace zaowocowały utworzeniem wspólnoty, która poprzez pokutę, modlitwę, kierownictwo duchowe i głoszenie Misterium Paschalnego w ramach wspólnot parafialnych ma przeciwdziałać wpływom pogańskim i propagować wychowanie chrześcijańskie.

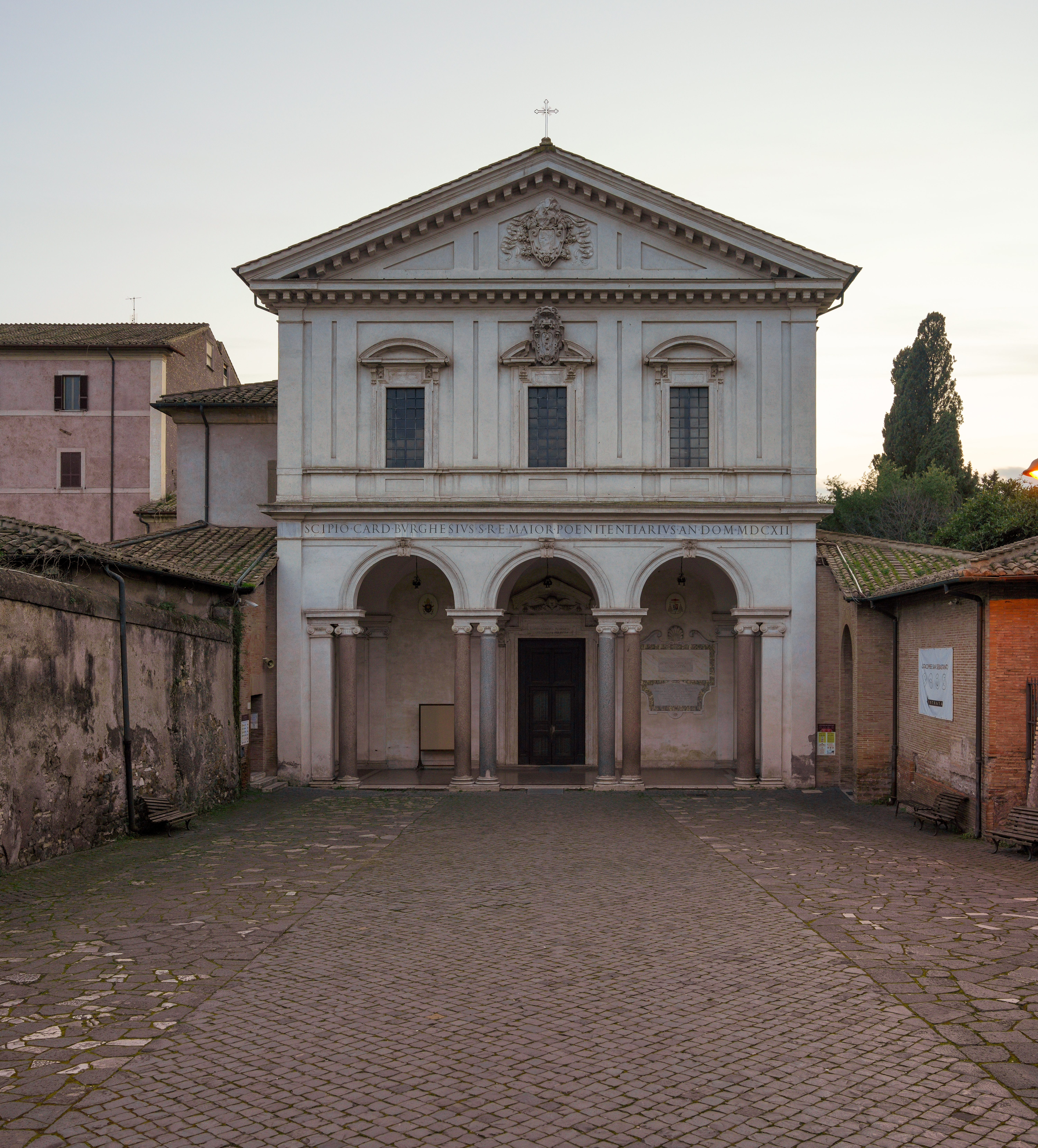
Kościół świętego Sebastiana za murami

Po śmierci B. Jańskiego (2 lipca 1840) jego dzieło kontynuowali, choć w zmienionej ideologicznie formie, ks. Piotr Semenenko i ks. Hieronim Kajsiewicz: w niedzielę wielkanocną, 27 marca 1842 r., złożone zostały pierwsze śluby zakonne w katakumbach kościoła św. Sebastiana w Rzymie, a pierwsza reguła została napisana w wielkim poście 1842 roku i stała się podstawą życia wspólnoty i osobistego uświęcenia. Konstytucja zgromadzenia została zatwierdzona w 1860 roku.
Nazwa zgromadzenia pochodzi od dzwonów wielkanocnego alleluja, które brzmiały, kiedy siedmiu członków złożyło śluby zakonne we wspólnocie i wychodziło z katakumb. Patronami zgromadzenia są Matka Boża i św. Kajetan z Thieny. W Polsce Zgromadzenie działa od 1880 r. Stolica Apostolska zatwierdziła działalność wspólnoty 10 marca 1888 r. Istnieje też żeńska gałąź zgromadzenia, założona przez Celinę Chludzińską Borzęcką wraz z córką Jadwigą i zatwierdzona jako zgromadzenie kontemplacyjno-czynne 6 stycznia 1891.

## Generałowie zakonu

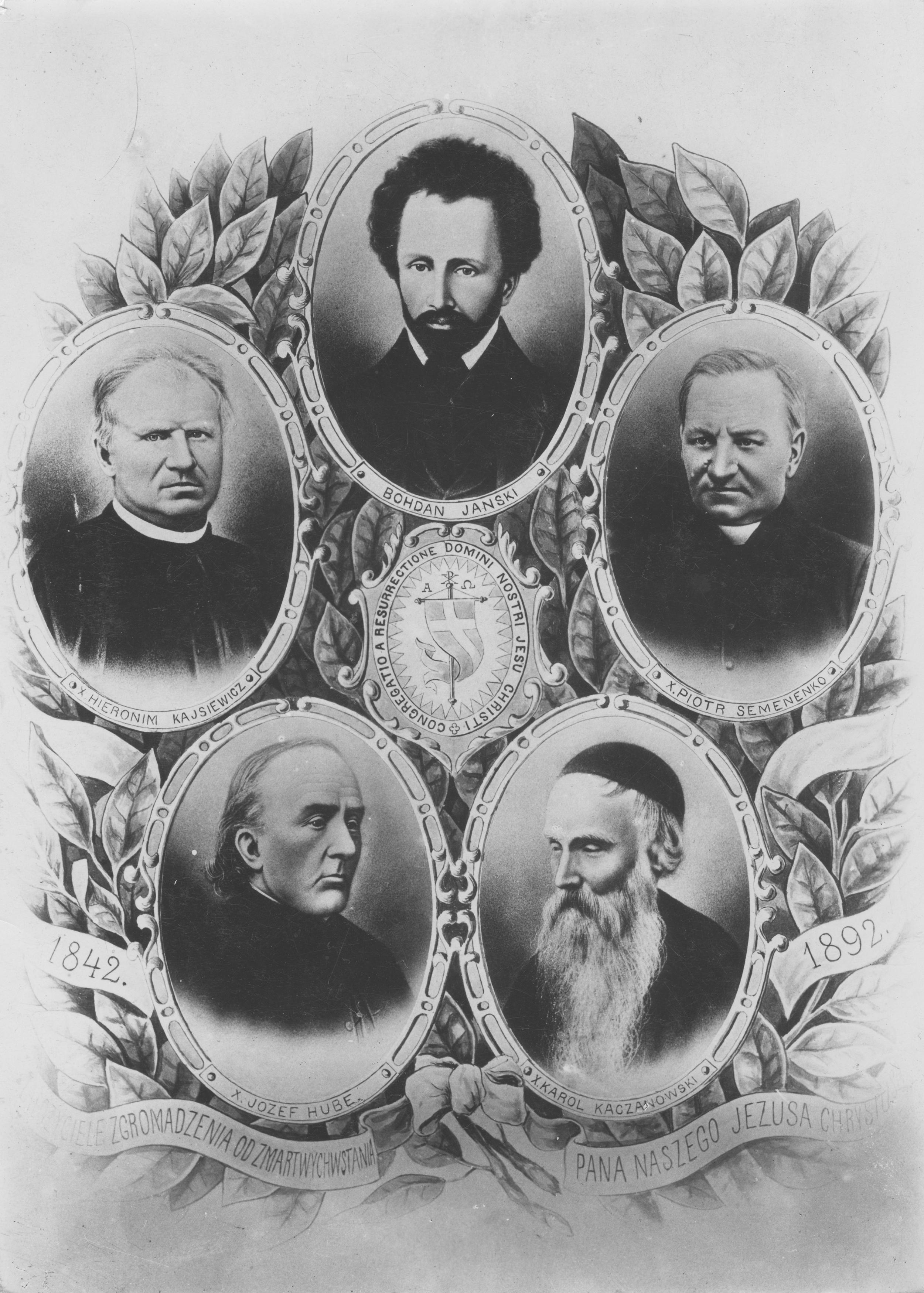
Założyciele Zakonu Zmartwychwstańców: Bohdan Jański, ks. Hieronim Kajsiewicz, ks. Piotr Semenenko, ks. Józef Hube, ks. Karol Kaczanowski

Ks. Piotr Semenenko był pierwszym przełożonym generalnym zakonu, kolejnymi generałami zakonu zmartwychwstańców byli:
- ks. Piotr Semenenko CR (1842–1845), (1873–1886)
- ks. Hieronim Kajsiewicz CR (1845–1848), (1854–1873)
- ks. Józef Hube CR (1848–1854)
- ks. Walerian Przewłocki CR (1886–1895)
- ks. Paweł Smolikowski CR (1895–1905)
- ks. Jan Kasprzycki CR (1905–1920)
- ks. Władysław Zapała CR (1920–1926)
- ks. Jakub Jagałła CR (1926–1932)
- ks. Michael Jaglowicz CR (1932–1943)
- ks. Władysław Kwiatkowski CR (1943–1947)
- ks. John Mix CR (1947–1959)
- ks. Alphons Eicheldinger CR (1959–1965)
- ks. Hubert Gehl CR (1965–1969)
- ks. Józef Obuchowski CR[6][7] (1969–1975)
- ks. Tadeusz Kaszuba CR (1975–1981)
- ks. Robert Joseph Kurtz CR (1981–1993)
- ks. Sutherland MacDonald CR (1993–2005)
- ks. Norbert Raszeja CR (2005–2011)
- ks. Bernard Hylla CR (2011–2017)
- ks. Paul Voisin CR (2017-2023)[8]
- ks. Evandro Miranda Rosa CR (od 2023)[9]

## Działalność
Celem zgromadzenia jest rechrystianizacja Europy i stworzenie chrześcijańskiego systemu społecznego i odrodzenia społeczeństwa, a przede wszystkim uświadamianie sobie i innym potrzeby osobistego „zmartwychwstania” i wspomagania społeczeństwa w tym samym dążeniu. Zmartwychwstańcy zajmują się przede wszystkim pracą w parafiach oraz wychowaniem pod hasłem Prawdą i miłością. Propagują osiągnięcie tych celów przez dynamiczne przeżywanie osobistych nawróceń trwających całe życie. Zmartwychwstańcy prowadzą działalność misyjną, seminaria, wspólnoty, wydawnictwa, internaty i bursy akademickie. Prowadzą swą misję w Europie, Ameryce Północnej i Południowej, Afryce i w Australii. 

## Zmartwychwstańcy w Polsce
Polska była czwartym krajem, po USA, Kanadzie i Bułgarii, w którym zgromadzenie podjęło posługę duszpasterską i wychowawczą. W 1880 r. zmartwychwstańcy otworzyli we Lwowie Internat Ruski, czyli bursę dla młodzieży szkolnej obrządku greckokatolickiego, a później wznosząc kościół i klasztor przy ul. Piekarskiej. W 1884 r. osiedlili się też w Krakowie, wznosząc kościół pw. Zmartwychwstania Pańskiego przy ul. Łobzowskiej. W okresie międzywojennym objęli parafię św. Antoniego w Radziwiłłowie Mazowieckim (1920 r.), parafię na poznańskiej Wildze (1922) i parafię św. Bonifacego w Warszawie (1930) oraz rozpoczęli budowę kościoła na krakowskiej Woli Duchackiej (1938; obecnie Kościół Zmartwychwstania Pańskiego w Krakowie (ul. Szkolna)). Po II wojnie światowej zmartwychwstańcy utracili swoją placówkę we Lwowie, ale otworzyli wiele nowych m.in. w Kościerzynie, Bytomiu-Szombierkach, Sosnowcu i Mszanie Górnej oraz w sanktuariach w Gdańsku i Sulisławicach.
W 1958 r. utworzyli Niższe Seminarium Duchowne im. Bogdana Jańskiego w Poznaniu (działało do 2008 r.). W latach 1985–1996 wznieśli na Dębnikach w Krakowie gmach Wyższego Seminarium Duchownego, zaprojektowany w stylu postmodernistycznym. W 1990 r. objęli parafię w Samborze na Ukrainie. W 1991 r. powrócili do Lwowa, budując w dzielnicy Zboiska nowy kościół pw. Matki Bożej Nieustającej Pomocy.